# Садист (фильм, 2001)
«Садист» (англ. Bully «задира») — фильм совместного производства США и Франции, вышедший на экраны в 2001 году. В основу сценария положена книга «Bully: A True Story of High School Revenge», основанная на деле 20-летнего иранского американца Бобби Кента, который был убит 14 июля 1993 года в Вэстоне в штате Флорида. Он был убит его семью друзьями, среди которых был его друг детства, итальянский американец, 20-летний Мартин Джозеф Пуччо — убийство было следствием целой череды скандалов, вызванных тем, что хотя у Кента и Пуччо были довольно тяжёлые отношения (они нередко дрались), но в то же время они выросли в такой дружеской близости, что когда Пуччо начал встречаться с девушкой, то Кент начал его сильно ревновать. На суде Мартин Пуччо сначала был приговорён к смертной казни, но затем она была заменена на пожизненное заключение.

## Сюжет
Фильм рассказывает о неоднозначных отношениях двух друзей детства: сильного и властного Бобби Кента и более слабого Марти Пуччо, постоянно терпящего нападки и оскорбления со стороны Бобби. Лиза, девушка Марти, внушает ему мысль, что за свои постоянные издевательства Бобби достоин смерти. Она рассказывает всем своим друзьям о планируемом убийстве, будто о повседневном событии. Двоюродный брат девушки Дерек Дзвирко, её подруги Эли и Хизэр, а также друг Эли Дональд соглашаются принять участие в преступлении. Первая попытка убийства Бобби Кента проваливается. После неё Лиза и Марти просят местного бандита Дерека Кауфмана помочь им. По плану, разработанному Кауфманом, Бобби Кента под предлогом секса с Эли заманивают в ночное время на пляж. Там Дональд наносит первый удар ножом ему в спину. Бобби пытается вымолить прощение, но Марти несколько раз бьёт его ножом в живот, а Дональд — в спину. Раненый из последних сил пытается дойти до автомобиля, но Марти быстро настигает его и перерезает своему бывшему другу глотку. После Дерек Дзвирко и Дерек Кауфман выкидывают тело в воду.
Убийство быстро раскрывают. Все участвовавшие в нём получают тюремные сроки.

## Реальные события
Сценарий фильма основан на книге, рассказывающей о событиях, произошедших во Флориде, США. Персонажи фильма носят те же имена, и получают те же сроки, что и их реальные прототипы.
- Марти Пуччо — смертная казнь, заменённая на пожизненное заключение.
- Хизэр Суоллерс — семь лет заключения; вышла по апелляции в 1998 году.
- Дерек Дзвирко — одиннадцать лет заключения; вышел по апелляции в 1999 году.
- Лиза Коннелли — пожизненное заключение; вышла по апелляции в 2004 году. Находясь в заключении родила дочь от М. Пуччо.
- Эли Уиллис — сорок лет заключения; вышла по апелляции в 2001 году.
- Дональд Семенек — пожизненное заключение.
- Дерек Кауфман — пожизненное заключение.

## В ролях
| Актёр           | Роль           |
| --------------- | -------------- |
| Брэд Ренфро     | Марти Пуччо    |
| Рэйчел Майнер   | Лиза Коннели   |
| Ник Стал        | Бобби Кент     |
| Бижу Филлипс    | Эли Уиллис     |
| Майкл Питт      | Донни Семенек  |
| Келли Гарнер    | Хизэр Суоллерс |
| Лео Фицпатрик   | Дерек Кауфман  |
| Дэниел Францезе | Дерек Дзвирко  |